# Typ Ostpreussen
Der Typ Ostpreussen war eine Baureihe von zwei baugleichen Tankern. Die Schiffe wurden 1921 von der Friedrich Krupp Germaniawerft aus den Hüllen von Unterseebooten gebaut.

## Geschichte
Während des Ersten Weltkriegs war die Germaniawerft stark in den Bau von Unterseebooten eingebunden. Nach dem Ende des Krieges wurden die meisten verbliebenen U-Boot-Teile auf der Basis des Versailler Vertrages verschrottet. Es gelang der Werft jedoch, die vier Hüllen der noch nicht komplettierten U-Kreuzer U183, U184, U187 und U188 vom Projekt 46 A vor der Zerstörung zu bewahren.
Im Auftrag der Hugo Stinnes AG für Seeschiffahrt und Überseehandel in Hamburg fasste die Werft jeweils zwei U-Boothüllen als Tanks zu einem Schiffsrumpf zusammen und erstellte so die beiden Tankschiffe Ostpreussen und Oberschlesien. Letztere lief, weil die beiden U-Boothüllen falsch herum auf die Helling gezogen worden waren, mit dem Steven voraus vom Stapel. Die beiden Tanker wurden im August und September an die Auftraggeber abgeliefert. Vom 28. Oktober bis zum 6. November 1922 wurde die Oberschlesien in Houston von US-amerikanischen Behörden festgehalten, weil die Besatzung Alkohol an Bord hatte.
Im Jahr 1923 wurden die beiden Tanker ohne Umbenennung auf die Hugo Stinnes-Riebeck Montan- und Oelwerke AG übertragen. Nach der Trennung von Stinnes und den Riebeck’schen Montanwerken gingen die beiden Tankschiffe 1926 erneut ohne Umbenennung auf die A. Riebeck’schen Montanwerke über. Die Oberschlesien kollidierte am 30. Januar 1927 vor Brunsbüttel mit dem britischen Dampfer City of Salisbury und wurde danach auf Grund gesetzt.
1928 wurden beide Schiffe an Reedereien in Genua veräußert. Die Ostpreussen wurde von der Nereide Società di Navigazione erworben und in Caucaso umbenannt, die Oberschlesien ging an die Nautilus Società di Navigazione, die sie in Nautilus umbenannte. 1942 wurde die Nautilus von der Kriegsmarine requiriert und in Languste umbenannt.
Beide Einheiten fielen Angriffen im Zweiten Weltkrieg zum Opfer. Die Languste wurde am 13. Oktober 1942 auf einer Reise von La Maddalena nach Civitavecchia etwa vier Seemeilen vor Capo Figari durch Torpedos des britischen U-Boots HMS Utmost versenkt. Die Caucaso wurde am 14. Dezember 1942 durch einen alliierten Luftangriff in Tunis versenkt, 1947 wieder gehoben und danach verschrottet.

## Technik
Die Schiffe waren als reine Öltanker in Einhüllenbauweise ausgelegt. Das hintere Deckshaus war über dem Maschinenraum angeordnet, der vordere Decksaufbau mit dem Ruderhaus lag im vorderen Schiffsdrittel. Das außergewöhnliche Äußere der Schiffe wurde durch die seitlich weit über die Seitenbeplattung hinausragenden, ehemaligen U-Boothüllen bestimmt, orientierte sich ansonsten aber an seinerzeit gängigen Konstruktionen. Im abgeladenen Zustand befanden sich die U-Boothüllen komplett unter Wasser und die Schiffe wirkten wie herkömmlich konstruiert.
Als Antriebsmotoren nutzte die Bauwerft jeweils zwei Motoren der unvollendeten U-Boote U-129 und U-130. Es waren MAN-Sechszylinder-Viertakt-Dieselmotoren mit einer Leistung von 1400 PS, die ihre Leistung an zwei Festpropeller abgaben und eine Geschwindigkeit von etwa 10 Knoten ermöglichten. Die Schiffe waren bereits mit elektrischer Beleuchtung und Funkanlagen ausgerüstet.

## Die Schiffe
| Ostpreussen   | 412 | August 1921    | 1928 Caucaso, am 14. Dezember 1942 versenkt, 1947 gehoben und verschrottet |
| Oberschlesien | 413 | September 1921 | 1928 Nautilus, am 13. Oktober 1942 versenkt                                |